# Powiat brasławski (I Rzeczpospolita)

Powiat brasławski na tle Wielkiego Księstwa Litewskiego I Rzeczypospolitej

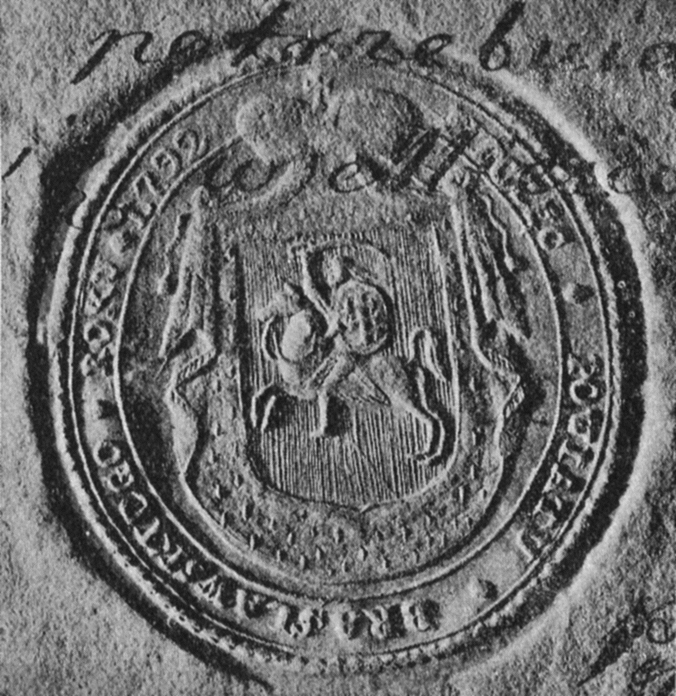
Pieczęć powiatu brasławskiego z 1792 roku

Powiat brasławski – jednostka terytorialna województwa wileńskiego Wielkiego Księstwa Litewskiego i Rzeczypospolitej Obojga Narodów. W 1793 roku resztki powiatu brasławskiego zamieniono w województwo brasławskie.
Stolicą był Brasław.
W obrębie powiatu brasławskiego istniały starostwa: brasławskie i opeskie oraz inne królewszczyzny.
Powiat został podzielony podczas II Rozbioru na linii Druja, Ikaźń, Zamosze, Koziany.